# Kruków (Szymanówka)
Kruków – przysiółek wsi Szymanówka w Polsce położony w województwie świętokrzyskim, w powiecie opatowskim, w gminie Ożarów.
Siedziba sołectwa Kruków. W XIX wieku kolonia licząca 6 domów i 68 mieszkańców w gminie i parafii Lasocin
W latach 1975–1998 miejscowość położona była w województwie tarnobrzeskim.